# Université pour la paix
L'Université pour la paix (UPEACE) est une institution académique internationale mise en place par l'ONU en 1980. Elle a pour objectif de promouvoir une culture internationale de la paix afin de répondre à la mission fondatrice des Nations unies, la mise en place d'une paix internationale. Elle a été créée “avec la volonté déterminée de doter l’humanité d’un établissement international d’enseignement supérieur au service de la paix, ayant pour objectif de favoriser entre tous les êtres humains un esprit de compréhension, de tolérance et de coexistence pacifique, d’encourager la coopération entre les peuples et de contribuer à réduire les obstacles et les menaces à la paix et au progrès dans le monde, conformément aux nobles aspirations proclamées dans la Charte des Nations unies.”

## Histoire
Le projet de créer une université pour enseigner les valeurs de paix, de fraternité et de partage fut présenté à l'Assemblée générale des Nations unies par l'ancien président du Costa Rica, Rodrigo Carazo Odio, le 18 décembre 1978 (33/109). Il fut très rapidement soutenu par l'ancien secrétaire général de l'ONU Robert Müller (prix UNESCO de l'éducation pour la paix 1989), qui deviendra par la suite le cofondateur de UPEACE. Le projet fut ratifié par tous les pays membres de l'Assemblée, le 5 décembre 1980 dans la résolution 35/55 et devint un campus basé à San José (Costa Rica). Enfin pour amorcer sa création une charte fut rédigée par l'Assemblée, elle permet notamment à toutes les formations (masters et doctorats) dispensées par UPEACE d'être reconnues dans tous les pays de l'ONU.

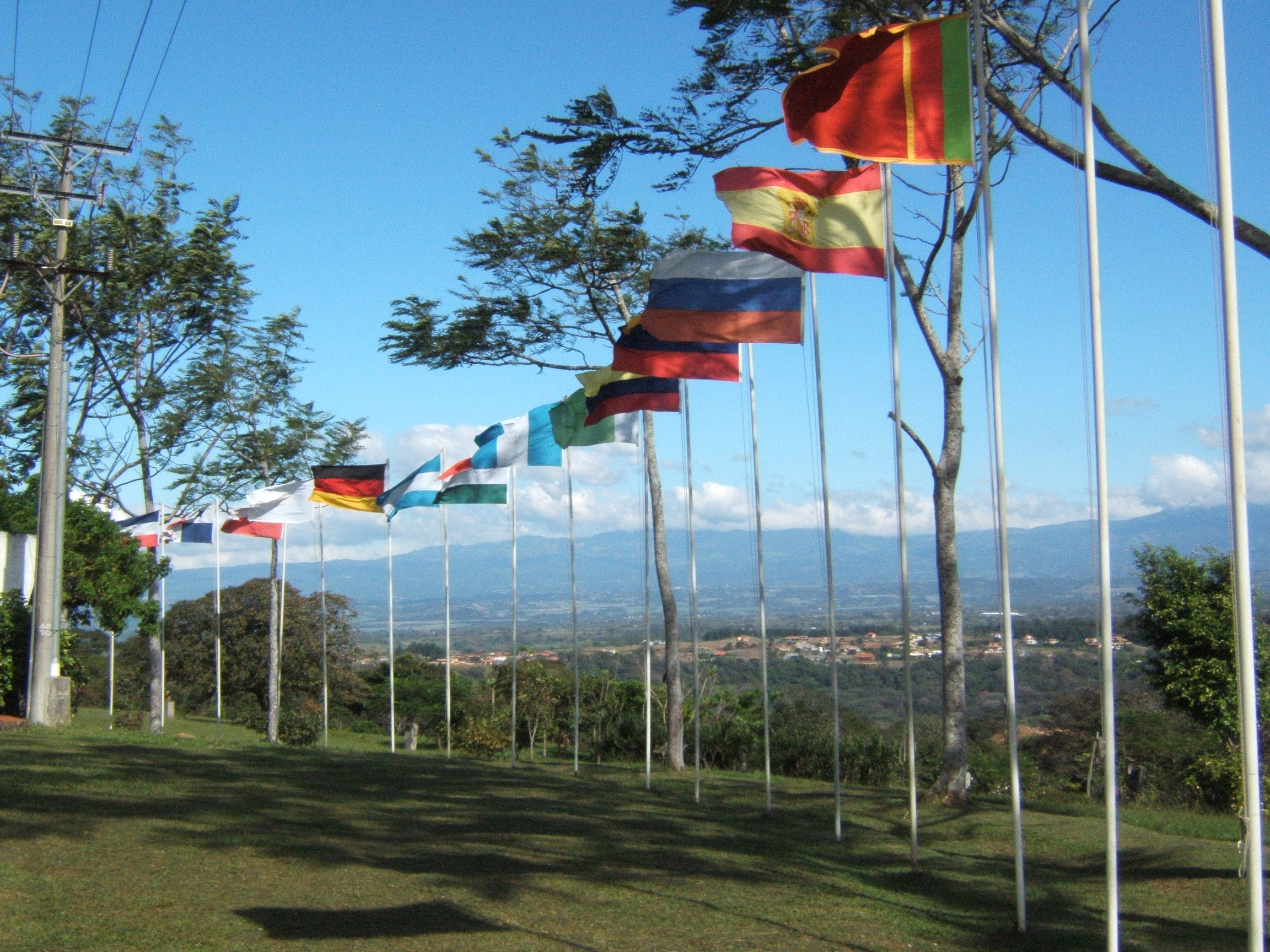
Vue sur le parc du campus de San José. Les drapeaux sont ceux des pays reconnaissant les diplômes émis par l'université.

À ce jour l'université a diplômé des milliers d'étudiants issus de plus de 100 pays différents et compte dans son réseau d'anciens élèves des personnalités comme : Suzanne Hunt (X-Prize Fundation et Carbon War Room); Dan Juma, ancien député directeur à la Commission des Droits de l'Homme au Kenya; Hovig Etyemezian, directeur de l'UNHCR en Mauritanie ou encore Nick Martin fondateur et président de TechChange. De nombreux autres anciens étudiants travaillent également pour des ONG, des universités, des associations humanitaires ou  pour des gouvernements coopérant avec UPEACE.
Aujourd'hui l'université ne se résume plus seulement à un seul campus mais est présente sur 4 continents. Ainsi depuis 2002 il est possible d'étudier le programme africain en Éthiopie dans la ville de Addis Abeba ou encore de passer son master au palais de la Paix à La Haye (Pays-Bas). Les autres sites notables sont : Seoul (Corée du Sud), Genève (Suisse) ou encore Manille (Philippines) et New York.
Il est également important de noter que l'université est financée uniquement par des dons faits par des associations, des gouvernements, des ONG, des grandes entreprises ou encore des particuliers. Actuellement parmi les principaux donateurs on peut compter : The Nippon Foundation, le Centre de recherches pour le développement international (CRDI) mais également National postcode loterij.
Depuis 2008, le campus de San José est accrédité par le Système national d'accréditation de l'enseignement supérieur du Costa Rica (SINAES).

## CampusRodrigo Carazoà San José
Le campus principal de UPEACE porte le nom de son créateur et est situé à 30 km au sud-ouest de San José dans la ville Del Rodeo. Le siège de San José comprend également dans ses murs le centre des Droits de l'Homme, le secrétariat international de la Charte de la Terre et le centre pour l'Éducation Exécutive. Le campus accueille chaque année une centaine d'étudiants qui partagent avec les visiteurs une réserve naturelle de plus de 300 hectares. 

### Parc national d'El Rodeo[7]

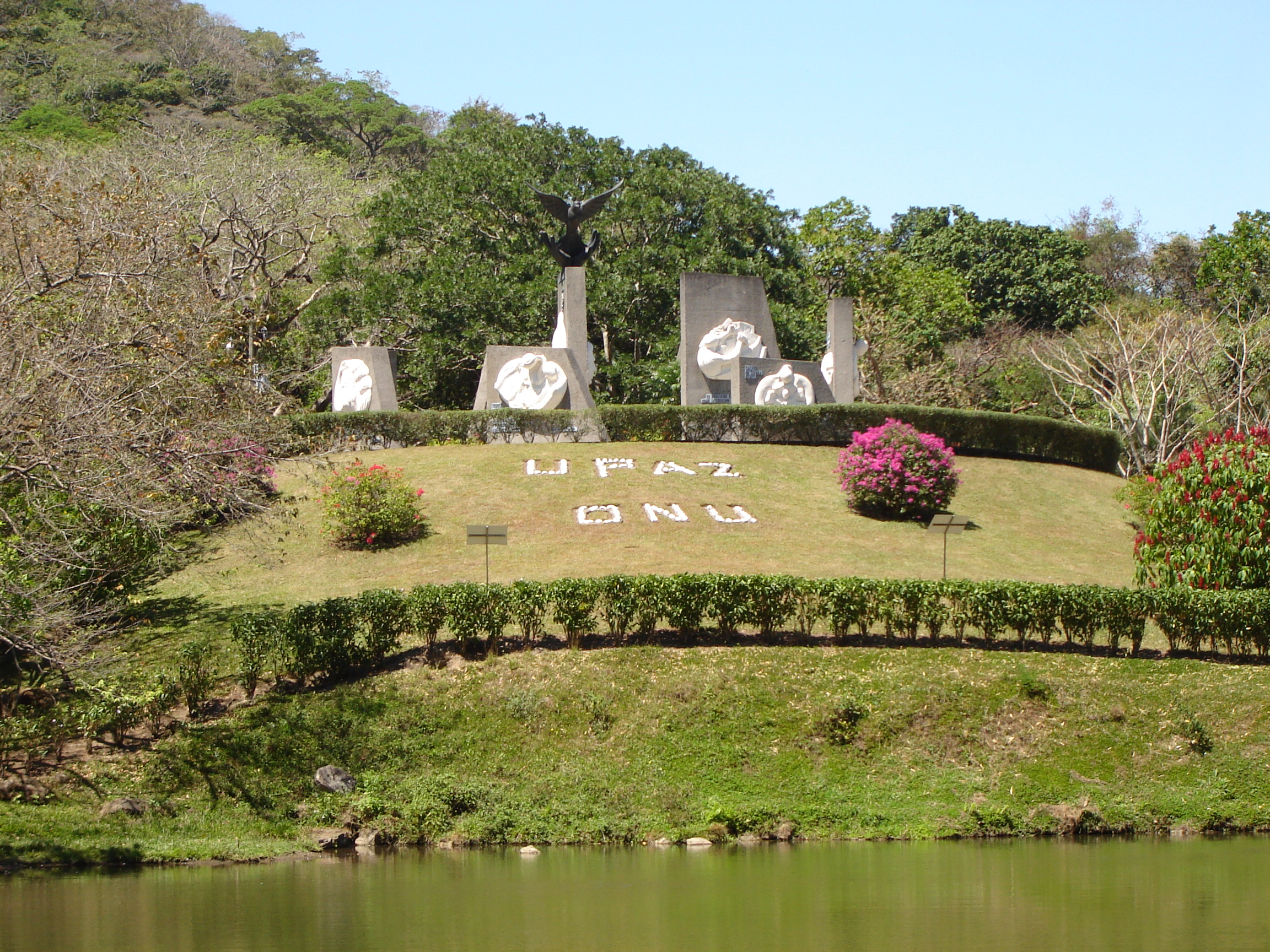
Vue sur le « Monument pour le désarmement, le travail et la paix » sculpté par Thelvia Marin en 1987.

Les étudiants du campus évoluent dans un havre de paix au milieu de la forêt et des animaux.  
En 1978 le philanthrope Cruz Rojas Bennett fait don au Costa Rica de son parc familial pour y construire une école. Ce parc fut  très vite aménagé dans une logique de cohabitation avec la nature : l'Homme fait des aménagements tout en respectant les êtres vivants habitant le milieu. Cette vie en harmonie avec la nature au sein du campus reflète les idées véhiculées par celui-ci (de plus une partie du programme enseigné touche à la protection de l’environnement) et rend  les conditions d'étude uniques au monde. Ce parc privé, au climat tropical sec, est le dernier vestige de ce type de forêt dans la vallée centrale et fait partie de la zone protégée du Rodeo et de la Central Pacific Conservation Area. Il renferme à la fois des espèces originaires de la côte Atlantique du pays et d'autres de la côte Pacifique. On peut mettre en lumière ses 50 espèces de reptiles, ses 150 espèces de mammifères, ses 150 espèces d'oiseaux et plus de 300 plantes différentes que l'on peut apercevoir dans le parc. La zone abrite également la fameuse statue offerte par le gouvernement cubain au Costa Rica dans les années 1980, "Le Monument pour le Désarmement, le Travail et la Paix". Cette statue gigantesque en forme de spirale fut réalisée par la sculptrice Thelvia Marin et représente la recherche incessante de la paix. Le parc présente également de nombreux aménagements humains tels que (entre autres) un terrain de football, des jeux pour les enfants, 5 lacs artificiels, des barbecues en plein air et un jardin de papillons (2016).

## Direction et administration
Le rôle de chacun des membres de la direction est fixé par la charte de l'université pour la paix.

### Président d'honneur

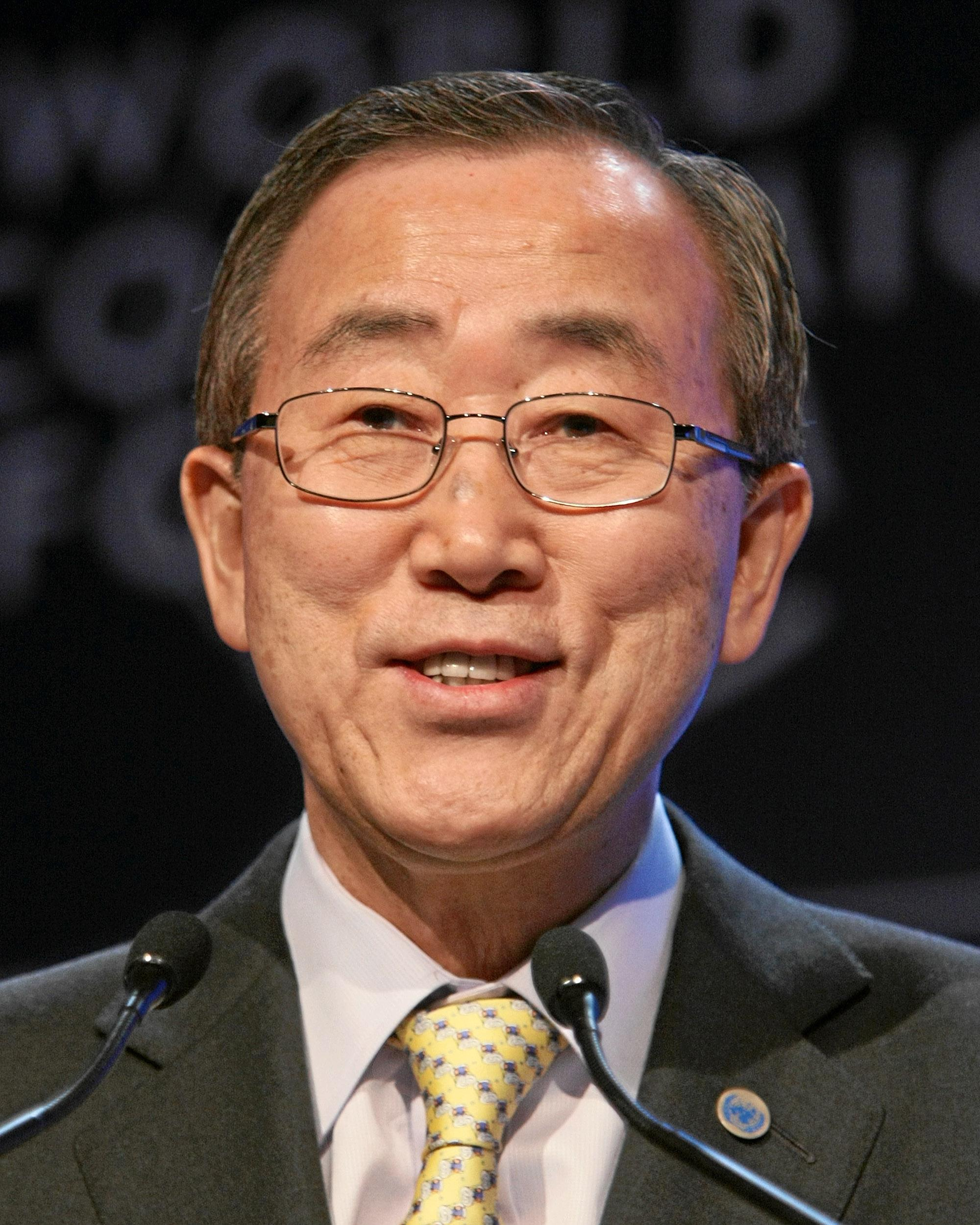
Ban Ki-Moon (président d’honneur) en janvier 2008

Le président d’honneur est le secrétaire général des Nations unies en l' honneur de Robert Müller. Nommé par l'Assemblée générale de l'ONU pour 5 ans renouvelables, le président joue un rôle clef dans la gouvernance de l'université. Il nomine 12 des membres du conseil de l'université : 2 représentants (dont un en concertation avec le directeur général de l'Unesco) et 10 personnalités représentant l'académie ou œuvrant pour la paix. Cependant le conseil 2015 comporte seulement 10 personnes nommées par le secrétaire général. Les personnes nommées doivent obtenir l'accord du directeur général de l'Unesco pour accéder à leur fonction.

### Conseil
Le conseil est une assemblée composée de 17 membres permanents (15 en 2015) chargés de gouverner l'université. Il établit les politiques générales qui régissent les activités et les opérations de l'Université, rédige le règlement, adopte sur proposition du recteur un programme et un budget annuel pour l'Université ou encore établit d'autres sièges ou bureaux nécessaires à la réalisation des objectifs de UPEACE. Ses membres se réunissent une à deux fois par an sous ordre du président du conseil ou sous ordre du recteur. Toutes les décisions sont prises à majorité de ses membres présents et votants. Le conseil se veut international (chaque continent est donc représenté) et paritaire (8 femmes pour 7 hommes) afin représenter au mieux les objectifs de l'université.

#### Membres
- Le président d'honneur, Ban Ki-Moon (Corée du Sud)
- Le président du conseil, élu pour deux ans renouvelables par le conseil parmi ses membres, Aristides Royo (ex-président du Panama)
- Le vice-président, élu pour deux ans renouvelables par le conseil parmi ses membres, Hal Klepak (Canada)
- Le recteur, élu pour 5 ans renouvelables par le conseil parmi ses membres. Il détient le pouvoir administratif et est le chef académique de l'université. Il est secondé par le doyen aux affaires institutionnelles et juridiques et par le doyen aux finances, à l'administration et aux projets. Ce poste est occupé depuis le 27 juin 2013 par le 8e recteur de l'Université pour la paix nommé pour la période 2013-2018, Dr Francisco Rojas-Aravena[8] (Chili)
- Le chancelier, élu pour deux ans renouvelables par le conseil parmi ses membres. Il doit s'agir d'une figure éminente et reconnue dans le domaine de la paix. Le chancelier doit agir comme le haut représentant et le défenseur de l'université. Ce poste est actuellement occupé par Mme Judy Cheng-Hopkins (Malaisie) ex représentante du secrétaire général de l'ONU élue chancelière le 23 mai 2014.
- Le représentant du directeur général de l'Unesco, Mme Pilar Alvarez-Laso (Mexique)
- Les deux représentants du pays hôte, nommés par le gouvernement costaricain, Mme Mercedes Peñas (Espagne) et Juany Guzman (Costa Rica)
- Le recteur de l'université des Nations unies, David Malone (Canada)
- Les dix personnalités nommées par le secrétaire général des Nations unies en accord avec le directeur général de l'Unesco, dont le français Jean Arnault et le belge Jean-Jacques Graisse.

## Formations
UPEACE est une université délivrant des formations de type masters et doctorats (depuis 2012) et est accessible après trois ans d'études aux personnes motivées avec niveau d'anglais élevé (1/5 des dossiers sont retenus) et résidant dans un État membre de l'ONU. Les masters sont regroupés dans trois grands départements et s'effectuent au sein de l'un des campus, dans une université partenaire ou en ligne.

### Département de l'environnement et du développement
Ce département met l'accent sur les efforts visant à concilier la lutte contre la pauvreté avec la protection de l’environnement et étudie les conflits liés à l'environnement et aux ressources naturelles. Il se divise en 4 masters :
- Le master Environnement, développement et paix, avec 4 spécialisations possibles : Systèmes alimentaires durables (SFS), Politique sur les changements climatiques (PCC), Sécurité environnementale et gouvernance (ESG) et Gestion des ressources naturelles durables. Cette formation s'effectue sur le campus de San José.
- Le master Gestion responsable et développement économique durable, au campus de San José
- Le master Ressources naturelles et développement durable, en collaboration avec l'université de Washington.
- Un master commun avec l'université d'État de l'Oregon : Coopération pour l'eau et la paix.

### Département des lois internationales et droits de l'homme
Ce département offre aux étudiants une compréhension rigoureuse du rôle des lois et de la place des droits de l'Homme dans la société mondiale d'aujourd'hui. Il propose un master du même nom et deux spécialisations : spécialisation en droit international et droits de l'Homme et spécialisation en droit international et règlement des différends.

### Département d'étude de la paix et des conflits
Ce département tend à fournir aux étudiants une compréhension et une analyse des causes des conflits et des violences à différentes échelles allant des conflits locaux aux conflits internationaux. Le but étant de leur fournir les outils nécessaires à la recherche de solutions pour résoudre ces conflits de manière pacifique et diplomatique pour obtenir la paix. Le département regroupe 5 masters dont un master en ligne intitulé : « Une paix durable dans le monde contemporain » mais également :
- Le master Genre et consolidation de la paix
- Le master Étude de la paix internationale
- Le master Paix et conflits dans les médias
- Le master Éducation pour la paix

En plus de ces formations, l'Université propose des cours en ligne et un programme d'échange.